# Mercado Municipal de Almazora
El mercado Municipal de Almazora, en la comarca de la Plana Alta, es un edificio catalogado como  Bien de relevancia local y recogido en el Catálogo de Bienes y Espacios Protegidos, desde octubre de 2006, estando publicado en el Boletín Oficial Provincial  desde junio de 2007. Su código de identificación es: 12.05.009-013.

## Descripción
Se trata de un edificio construido siguiendo un estilo ecléctico ubicado en la Plaza del Mercado de Almazora, utilizado a lo largo del tiempo para usos comerciales. La evolución del mercado se ha visto afectada por la aparición de nuevos establecimientos comerciales por lo cual ha tenido que ir adaptándose a los cambios. El Ayuntamiento de Almazora trata de impulsar  el comercio en el Mercado Central promocionando el comercio de productos de proximidad.
El mercado dispone de diversos puestos en los que se comercia todo tipo de producto alimenticio, en su mayoría perecedero. También se ha realizado en las últimas modificaciones, el establecimiento de una cafetería y de un quiosco de prensa.
Alrededor del mercado municipal se establecen mercadillos semanales todos los martes y viernes. El carácter de zona de veraneo hace que el consistorio de Almazora permita durante los meses de julio, agosto y  la primera quincena de septiembre, realizar también un mercadillo los domingos en la playa, junto a la Ermita Virgen del Rosario. También se celebra, una vez al año, por las fiestas de la Feria de San Andrés, último fin de semana de noviembre, un mercado medieval en el casco antiguo.